# Melgar de Fernamental
Melgar de Fernamental – gmina w Hiszpanii, w prowincji Burgos, w Kastylii i León, o powierzchni 108,62 km². W 2011 roku gmina liczyła 1826 mieszkańców.